# Resultados do Carnaval de Macaé em 2015
Resultados do Carnaval de Macaé  em 2015.

## Grupo Especial
| Posição | Escolas                  | Pontos | Ref.  | Classificação ou rebaixamento |
| ------- | ------------------------ | ------ | ----- | ----------------------------- |
| 1       | Princesinha do Atlântico | 179,4  | [ 1 ] | Campeã do Carnaval 2015       |
| 2       | Unidos do Bairros        | 178,6  | [ 1 ] |                               |
| 3       | Acadêmicos da Aroeira    | 177,6  | [ 1 ] |                               |
| 4       | Império da Barra         | 177    | [ 1 ] |                               |
| 5       | Foliões das Malvinas     | 175,3  | [ 1 ] |                               |
| 6       | Pulo do Gato             | 174,8  | [ 1 ] | Desce para o Grupo 1 2016     |

## Grupo  1
| Posição | Escolas               | Pontos | Ref.  | Classificação ou rebaixamento |
| ------- | --------------------- | ------ | ----- | ----------------------------- |
| 1       | Arco Íris             | 178,9  | [ 1 ] | Sobe para o Especial 2016     |
| 2       | Unidos da Vila        | 177    | [ 1 ] |                               |
| 3       | Acadêmicos do Lagomar | 176,7  | [ 1 ] |                               |
| 4       | União do Miramar      | 174,4  | [ 1 ] |                               |
| 5       | Castelo Imperial      | 174,3  | [ 1 ] |                               |
| 6       | Unidos do Barreto     | 174,3  | [ 1 ] |                               |